# Hervé Lesage
Pour les articles homonymes, voir Lesage et Le Sage.
Hervé Lesage, né le 13 mars 1952 à Lens et mort le 7 avril 2018 à Cuinchy,, est un poète et un écrivain français. 
Employé dans la fonction publique jusqu'en 1980, Hervé Lesage a profité de sa mise à la retraite prématurée pour commencer à écrire. Après un grave accident de la route survenu en 1994, il a été déclaré mort. Il a été un des membres de la revue Rétro-Viseur. 
Il meurt le 7 avril 2018 des suites de maladie. Il est inhumé à Béthune.

## Ouvrages

### Poésie
- Un bateau impossible, 1983
- Dans la paume de la nuit ou Le Porteur de silences, 1984 (48 pages, préface de Pierre Vaast)
- Le Parchemin des insomnies, éd. Horizons 21, 1985 (28 pages, dessins de Pierre Vaast, Grand prix régional de la Société des poètes et artistes de France)
- Les Yeux ébréchés, coll. « Pli », revue Le Dépli amoureux, Lompret, 1985
- L'Âge blanc, 1986
- Un lourd paysage d'oubli, éd. Rétro-Viseur, 1986
- Comme une escale d'ombre, tiré à part n⁰4 de la revue 15/10, Salesches, 1986 (8 pages, texte-postface de Dominique Sampiero)
- Sur les parvis de l'hiver, Cahiers Froissart n⁰108, Valenciennes, 1987 (32 pages, frontispice de Serge Boularot, prix Robert-Lucien Geeraert)
- L'Antichambre, éd. Texture, coll. « Escales », 1987
- Le Chemin des yeux, éd. 15.10, Salesches, 1988 (24 pages, dessins de Serge Boularot)
- La Dixième page (en collaboration avec Jean-Claude Dubois, Jean-Pierre Nicol et Pierre Vaast), éd. Rétro-Viseur, 1988
- Un poste dans la pierre[5], 1989
- Écrit pour le feu éd. Rétro-Viseur, 1990 (suivi d'un entretien avec Pierre Vaast)
- L'Aveu du soir, éd. Écho-optique, 1990 (plaquette, illustration couverture Marie Fardet, préface Dominique Sampiero)[6]
- La Mémoire douloureuse, éd. Unimuse, 1990 (48 pages, prix Casterman 1990)
- Les Petites heures[7], 1991
- Si bref l’été, éd. Airelles, 2003 (poèmes, 24 pages)
- Passage des Humbles, éd. Rétro-Viseur, 2005 (poèmes, 128 pages)
- Dans l'ordre des choses, éd. Écho-optique, 2009 (plaquette, calligraphie couverture Éliane Challet)[6]

### Autres
- Quelques Messieurs parmi tant d’autres, éd. Rétro-Viseur, 2002 (nouvelles, 80 pages, préface de Pascale Roche)
- Les Derniers jours, éd. Airelles, 2002 (récits, 24 pages)
- Trente et un Degré(s) à l’ombre, éd. Rétro-Viseur, 2003 (nouvelles policières, 144 pages, illustrations de Richard Deblauwe)
- Frontières, éd. Gros Textes, 2004 (nouvelles de science-fiction, 44 pages)
- Névralgies & autres mots, éd. Rétro-Viseur, 2004 (550 aphorismes, 96 pages)
- Grains de sel, éd. Rétro-Viseur, 2004 (recueil d’articles, 48 pages)

## Citations
- « Écrire des aphorismes, c'est accepter, a priori et entre autres limites du genre, de consigner tel jour une réflexion qu'une seconde viendra contredire tel autre jour. », Hervé Lesage, Névralgies & autres mots, Rétro-Viseur, 2004, (p. 7).
- « Derrière chaque homme, il y a une femme - ou son absence. », Hervé Lesage, Névralgies & autres mots, Rétro-Viseur, 2004, (p. 33).